# Amy Hennig
Amy Hennig (nascuda el 19 d'agost de 1964) és una directora i guionista de videojocs nord-americana. Va començar a treballar en la indústria de la Nintendo Entertainment System, amb el seu primer disseny en la Super Nintendo Entertainment System del joc Michael Jordan: Caos a la ciutat del vent. Més tard, va treballar per Crystal Dynamics, principalment en la saga Legacy of Kain (que ella considera el seu major assoliment). Amb la companyia de videojocs Naughty Dog, va treballar especialment en les sagues Jak and Daxter i Uncharted.
Hennig creu que la direcció creativa d'un guió té més importància que els gràfics del joc. Ha sigut considerada una de les dones més influents en la indústria dels videojocs per la revista Edge.

## Biografia
Hennig es va graduar a la Universitat de Califòrnia, Berkeley amb una llicenciatura en literatura anglesa. Va passar a l'escola de cinema de la Universitat Estatal de Sant Francisco, on va ser contractada com a artista per a un videojoc de Atari anomenat ElectroCop. El seu treball en el videojoc li va fer adonar-se que la indústria del videojoc li interessava més que la indústria cinematogràfica; poc després, va abandonar l'escola de cinema. Hennig ha dit que el seu grau en literatura i estudis cinematogràfics han ajudat al seu treball: «Tot el que vaig aprendre com a estudiant de grau en literatura anglesa i a l'escola de cinema sobre edició, preses i llenguatge cinematogràfic, ha entrat en joc, però d'una forma que no vaig poder haver planejat.»

## Carrera
Hennig ha treballat en la indústria del videojoc des de finals de la dècada de 1980. La majoria dels seus primers treballs involucraven jocs en Nintendo Entertainment System, on treballava principalment com a artista i animadora. El seu primer treball va ser com a artista independent per Electrocop, un joc inèdit de Atari 7800, basat en el títol de llançament de Atari Lynx. Posteriorment es va unir a Electronic Arts com a animadora i artista, treballant en un títol inèdit, Bard's Tale 4, i Desert Strike. Més tard va passar al disseny i adreça de videojocs.
Dos anys després d'haver estat contractada en Electronic Arts, Hennig va treballar com a artista en Michael Jordan: Caos a la ciutat del vent. No obstant això, quan el dissenyador principal va renunciar, Hennig va aconseguir el treball. A la fi dels anys 90, va treballar en Crystal Dynamics, on va ajudar a Silicon Knights en el desenvolupament de Blood Omen: Legacy of Kain. Més tard, va actuar com a directora, productora, i escriptora per Legacy of Kain: Soul Reaver. També va escriure i va dirigir Legacy of Kain: Soul Reaver 2 i Legacy of Kain: Defiance.
Hennig va deixar Crystal Dynamics per treballar com a directora creativa Naughty Dog. Va contribuir en la saga Jak and Daxter abans de treballar com a directora del videojoc Uncharted: Drake's Fortune, i com a escriptora principal i directora creativa per a la saga Uncharted. Amb Uncharted 2: Among Thieves, Hennig va liderar l'equip de les 150 persones que van crear el joc, a més de treballar com a escriptora. Després de dirigir i escriure per Uncharted 3: Drake's Deception i començar a treballar en Uncharted 4: A Thief's End per la PlayStation 4, Hennig va deixar Naughty Dog en 2014.
El 3 d'abril de 2014, Hennig es va unir a Visceral Games amb Todd Stashwick per treballar en el Projecte Ragtag, un joc de Star Wars. El 17 d'octubre de 2017 es va anunciar que EA tancava Visceral Games i que el seu projecte de Star Wars es restardà i traslladà a un altre estudi per donar un «canvi significatiu». Un representant d'EA li va dir a Polygon que EA està «conversant amb Amy sobre el seu proper pas». Hennig va anunciar el següent juny que havia deixat EA al gener i que havia començat un petit estudi per explorar opcions relacionades amb jocs de realitat virtual.
Hennig va anunciar que s'unia a Skydance Productions al novembre de 2019 per començar una nova divisió allà per a «noves experiències centrades en històries [que] empressin gràfics de computadora d'última generació per brindar la fidelitat visual de la televisió i el cinema, però amb un actiu, una experiència de suport que posa al públic en el seient del conductor».

## Estil d'escriptura
Hennig creu que el terme "joc de plataformes" està desactualizat i mal utilitzat en molts jocs moderns, preferint un terme diferent com a «recorregut» per a alguns. També sent que centrar-se massa en els gràfics pot inhibir un joc, dient que una vegada que els guionistes de jocs se centrin en expressions creatives, els videojocs milloraran bastant.
Freqüentment utilitza personatges secundaris per ressaltar aspectes de la personalitat de la resta de personatges a través d'interaccions en el guió. Per exemple, Chloe Frazer actua com a contrast per Nathan Drake, ressaltant els aspectes més foscos de la seva personalitat i passat. Amb el seu treball en la saga Uncharted, Hennig va descriure l'escriptura i l'argument com bleeding edge del gènere de videojocs cinematogràfics. Ha guanyat dos Premis WGA a més d'altres premis pel seu treball en Uncharted 2 i Uncharted 3.

## Influència i llegat
Hennig ha estat citada com un exemple de dona reeixida en una indústria històricament dominada per homes; les dones estan adquirint rols més importants dins d'ella. La pròpia Hennig diu que ella no s'ha trobat sexisme en aquesta indústria, però que la perspectiva diferent dels homes en ella ha ajudat en algunes ocasions. La revista britànica de vídeos Edge la va nomenar una de les 100 dones més influents en la indústria del videojoc.
Hennig va rebre BAFTA Special Award al juny de 2016. Va rebre el premi Lifetime Achievement award en els Game Developers Choice Awards al març de 2019.

## Obres
| Nom                                     | Any        | Paper exercit                     | Empresa                     |
| --------------------------------------- | ---------- | --------------------------------- | --------------------------- |
| Electrocop                              | 1989       | Artista                           | Atari Corporation           |
| The Bard's Tale IV                      | Cancel·lat | Artista                           | Electronic Arts             |
| Desert Strike: Return to the Gulf       | 1992       | Artista                           | Electronic Arts             |
| Michael Jordan: Chaos in the Windy City | 1994       | Dissenyadora, artista             | Electronic Arts             |
| 3D Baseball                             | 1996       | Artista                           | Crystal Dynamics            |
| Blood Omen: Legacy of Kain              | 1996       | Cap de disseny                    | Crystal Dynamics            |
| Legacy of Kain: Soul Reaver             | 1999       | Directora, productora, escriptora | Eidos Interactive           |
| Legacy of Kain: Soul Reaver 2           | 2001       | Directora, escriptora             | Eidos Interactive           |
| Legacy of Kain: Defiance                | 2003       | Directora, escriptora             | Eidos Interactive           |
| Jak 3                                   | 2004       | Directora                         | Sony Computer Entertainment |
| Uncharted: Drake's Fortune              | 2007       | Directora creativa, escriptora    | Sony Computer Entertainment |
| Uncharted 2: Among Thieves              | 2009       | Directora creativa, escriptora    | Sony Computer Entertainment |
| Uncharted 3: Drake's Deception          | 2011       | Directora creativa, escriptora    | Sony Computer Entertainment |
| Uncharted: Golden Abyss                 | 2011       | Assessora d'història              | Sony Computer Entertainment |
| Battlefield Hardline                    | 2015       | Escriptora                        | Electronic Arts             |